# 北站站
北站站是天津地铁3号线与6号线的地铁车站，是一个换乘站，位于中华人民共和国天津市河北区三马路与调纬路交叉口，3号线车站于2012年10月1日开通，6号线车站于2016年12月31日开通。

## 车站结构
北站站位于三马路与调纬路交叉口，3号线车站大致沿三马路设置，呈南北走向，为地下两层岛式站台车站，车站长197米，标准段宽20.5米，车站地下一层为站厅层，地下二层为站台层，站台设置全高站台门。6号线车站大致沿调纬路设置，呈东西走向，为地下三层岛式站台车站，车站长158.1米，标准段宽21.98米，车站地下一层为站厅层，地下三层为站台层，站台设置全高站台门。两线采用十字型节点换乘形式，换乘节点连接3号线站台中部与6号线站台中部，也可利用地下一层进行站厅换乘。
|                   |  | █ 3号线往小淀（铁东路） |
| 島式 · 開左邊车门 |  |                         |
|                   |  | █ 3号线往南站（中山路） |

|                   |  | █ 6号线往渌水道（新开河）   |
| 島式 · 開左邊车门 |  |                             |
|                   |  | █ 6号线往南孙庄（北宁公园） |

## 车站出口
北站站目前开放4个出入口，各出口及周围设施如下所示：
|                                          |      |          |                                            |
|                                          |      |          |                                            |
| 出口编号                                 | 照片 | 地点     | 可到达目的地                               |
| 出口 · A · 扶手电梯标志                  |      | 天津北站 | 国铁天津北站进站口，售票处                 |
| 出口 · B · 扶手电梯标志                  |      | 调纬路   | 海韵家园，调富里                           |
| 出口 · C · 轮椅升降台标志 · 扶手电梯标志 |      | 三马路   | 海韵嘉园，容和里，择仁里，律笛里，扶轮中学 |
| 出口 · D · 2 · 扶手电梯标志              |      | 调纬路   | 国铁天津北站出站口，天津市第四中心医院     |
| 註： 設有輪椅升降台 \| 設有扶手電梯      |      |          |                                            |

## 换乘交通

### 铁路
- 国铁津山铁路天津北站

## 车站历史
本站工程名与正式站名均为北站站，以车站临近的国铁车站命名。
- 2012年10月1日，车站随3号线通车开通[1]。
- 2016年12月31日，6号线一期北段通车，车站成为换乘车站[2]。